# Euphorbia greenwayi
Euphorbia greenwayi är en törelväxtart som beskrevs av Peter René Oscar Bally och Susan Carter. Euphorbia greenwayi ingår i släktet törlar, och familjen törelväxter.
Artens utbredningsområde är Tanzania.

## Underarter
Arten delas in i följande underarter:
- E. g. breviaculeata
- E. g. greenwayi

## Bildgalleri

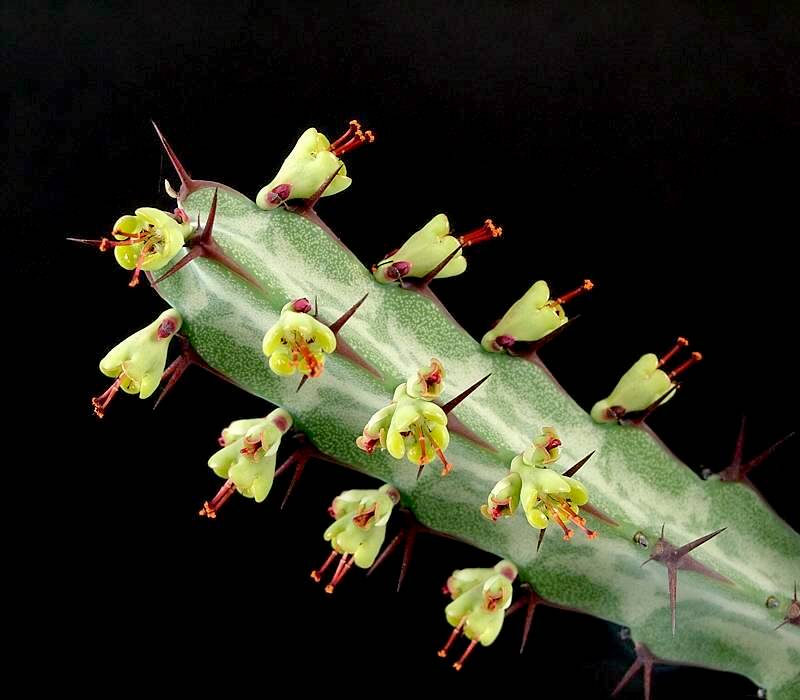
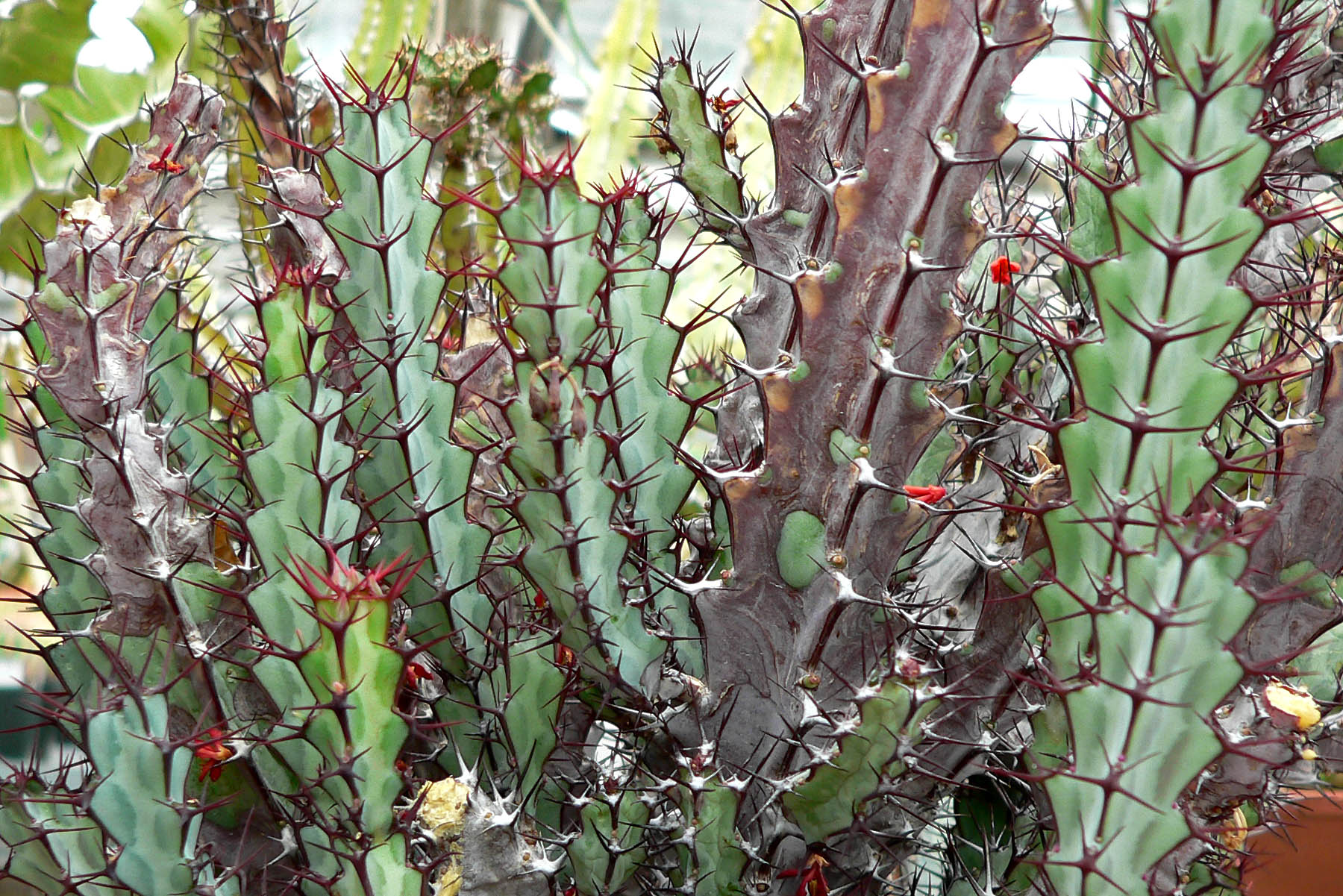
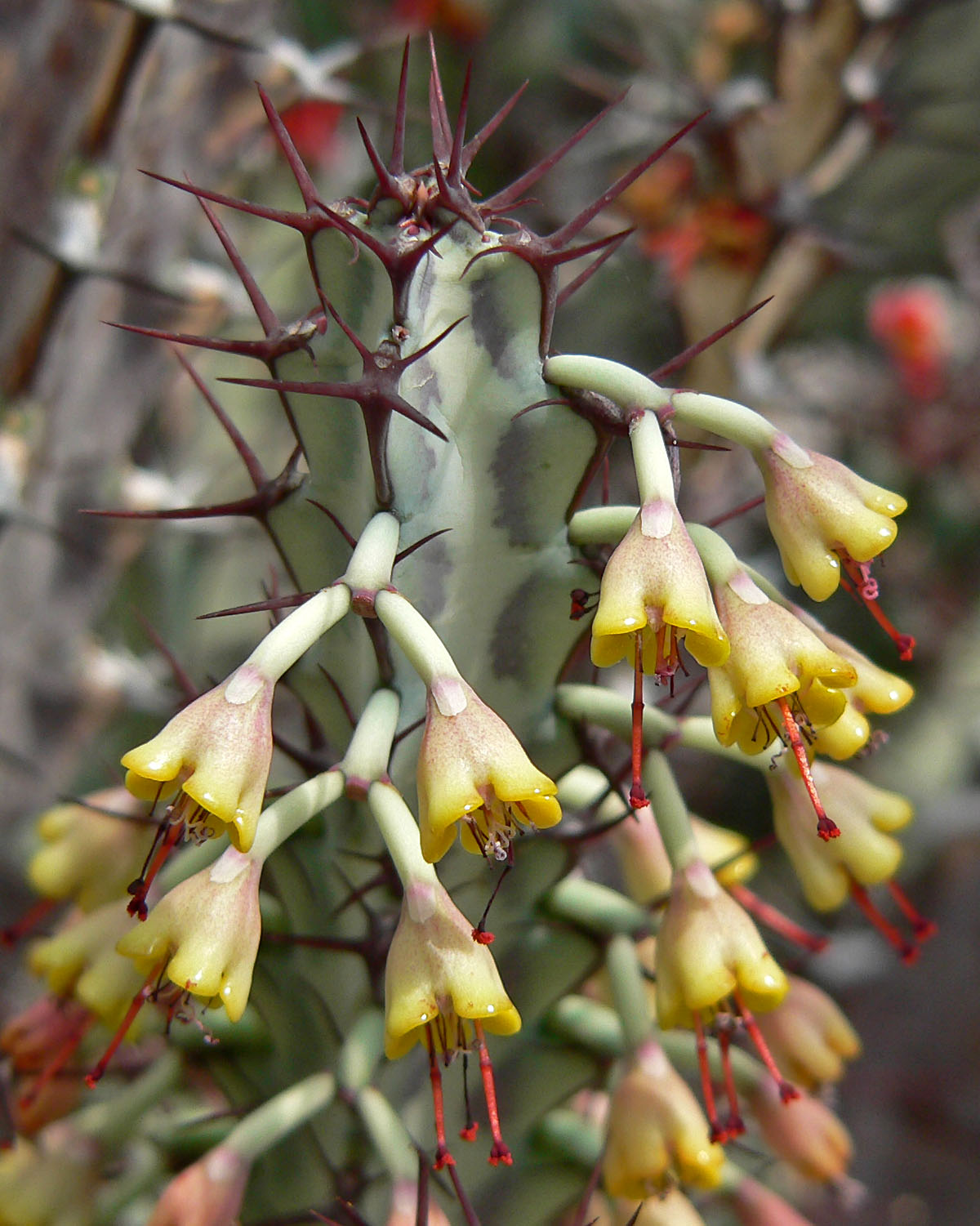
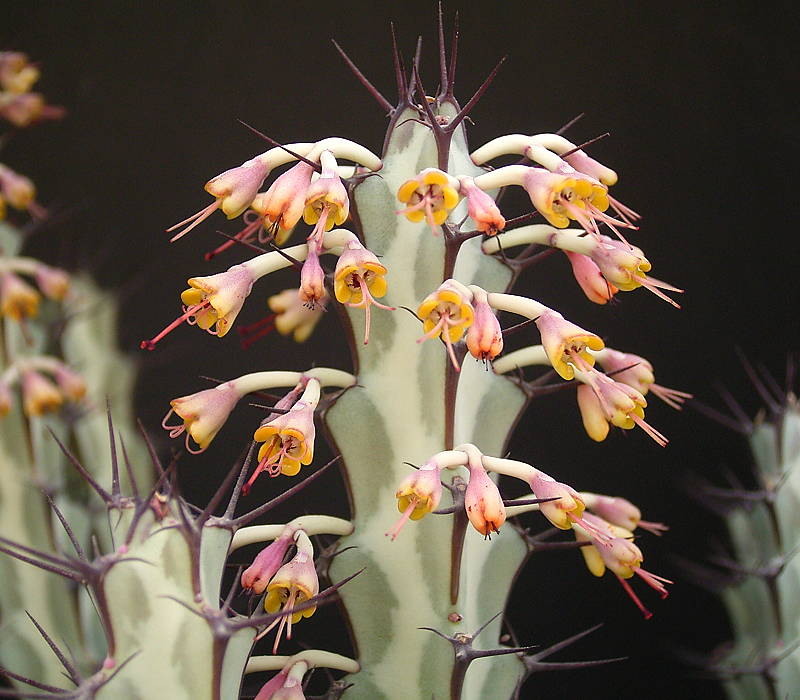
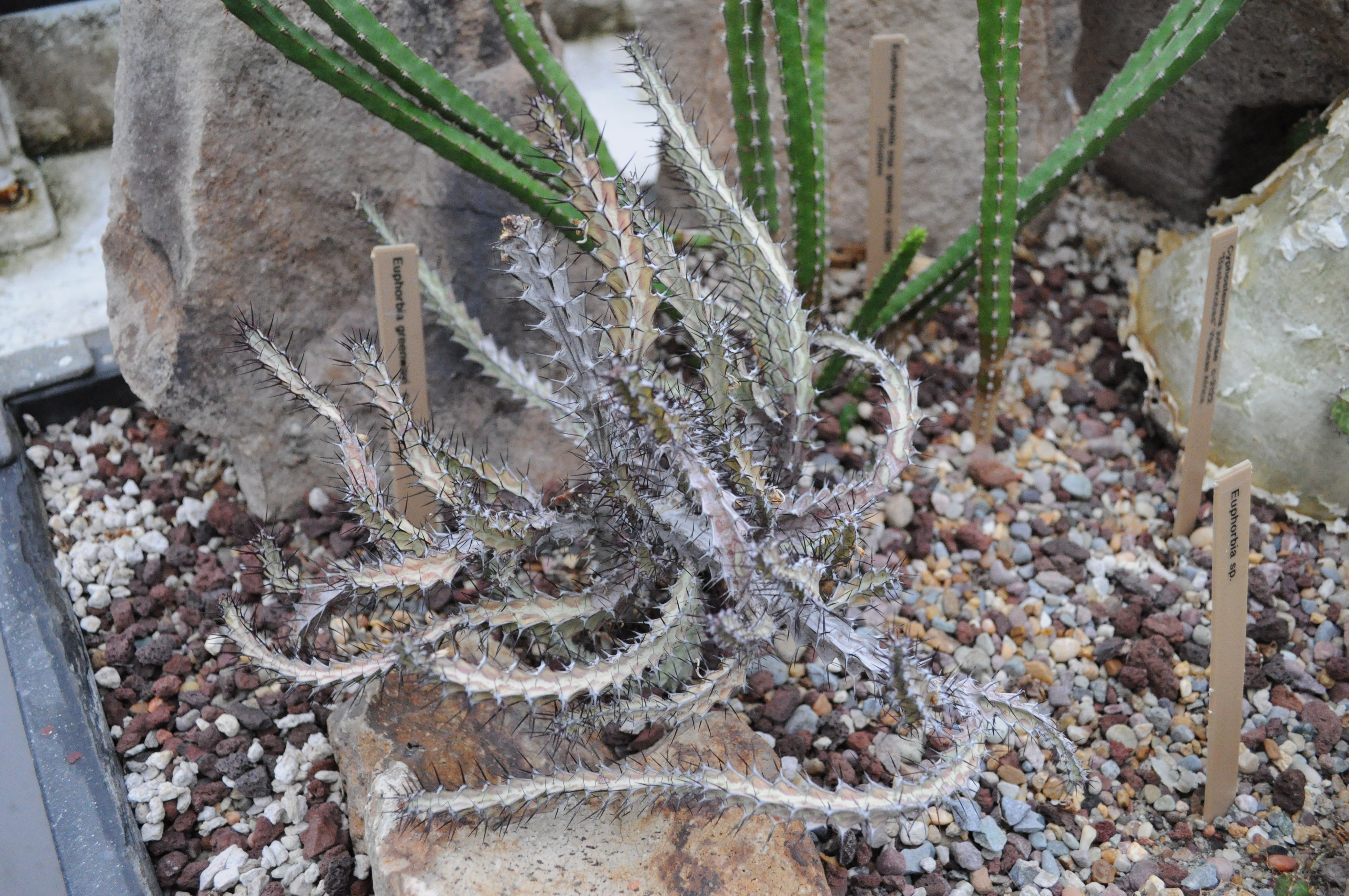